# Comptosia indecora
Comptosia indecora är en tvåvingeart som först beskrevs av Frederik Maurits van der Wulp 1885.  Comptosia indecora ingår i släktet Comptosia och familjen svävflugor. Inga underarter finns listade i Catalogue of Life.